# بیاوا نگژنا
بیاوا نگژنا (به لهستانی:  Biała Niżna) یک روستا در لهستان است که در گمینا گربوو واقع شده‌است. بیاوا نگژنا ۲٬۲۰۰ نفر جمعیت دارد.